# Národní liga 1943/1944
Národní liga 1943/1944 byla jedním ze soutěžních ročníků Československé fotbalové ligy. Pod tímto názvem se odehrála sezona 1943/44 v období existence Protektorátu Čechy a Morava a Slovenského státu. Jednalo se o celkově 6. oficiální ročník rozdělené České a Slovenské fotbalové ligy (včetně v průběhu rozděleného ročníku 1938/39). V následujícím hraném ročníku – 1945/46 již došlo ke znovusloučení Českomoravské a Slovenské části soutěže. Jinak se jednalo o 20. ročník nejvyšší fotbalové ligové soutěže. Titul z tohoto ročníku získala AC Sparta Praha, která si zajistila jubilejní 10. mistrovský titul. Před začátkem této sezony došlo ještě k rozšíření soutěže na 14 týmů. Ze druhé ligy tak postoupily hned čtyři týmy – SK Polaban Nymburk, SK Viktoria Plzeň, SK Slezská Ostrava a SK Viktoria Žižkov.
Slovenskou část soutěže vyhrál tým ŠK Bratislava, který tak vybojoval poslední z celkově čtyř titulů během období Protektorátu. Byl tak ze všech slovenských týmů nejúspěšnější, když ovládl 4 ze 6 ročníků samostatné soutěže.

## Mistrovství Čech a Moravy
|    | Konečné pořadí       | Z  | V  | R | P  | GV  | GO | TP  | B  |
| -- | -------------------- | -- | -- | - | -- | --- | -- | --- | -- |
|    | AC Sparta Praha      | 26 | 22 | 4 | 0  | 112 | 27 | +85 | 48 |
| 2  | SK Slavia Praha      | 26 | 22 | 1 | 3  | 131 | 43 | +88 | 45 |
| 3  | SK Baťa Zlín         | 26 | 14 | 4 | 8  | 81  | 61 | +20 | 32 |
| 4  | SK Viktoria Plzeň    | 26 | 12 | 5 | 9  | 65  | 58 | +7  | 29 |
| 5  | SK Viktoria Žižkov   | 26 | 11 | 4 | 11 | 62  | 73 | -11 | 26 |
| 6  | SK Kladno            | 26 | 11 | 3 | 12 | 52  | 64 | -12 | 25 |
| 7  | SK Slezská Ostrava   | 26 | 12 | 1 | 13 | 61  | 83 | -22 | 25 |
| 8  | SK Židenice          | 26 | 9  | 6 | 11 | 58  | 61 | -3  | 24 |
| 9  | SK Pardubice         | 26 | 10 | 3 | 13 | 61  | 70 | -9  | 23 |
| 10 | AFK Bohemia Vršovice | 26 | 9  | 3 | 14 | 70  | 63 | +7  | 21 |
| 11 | SK Polaban Nymburk   | 26 | 8  | 4 | 14 | 55  | 72 | -17 | 20 |
| 12 | SK Olomouc ASO       | 26 | 9  | 2 | 15 | 47  | 75 | -28 | 20 |
| 13 | SK Plzeň             | 26 | 6  | 2 | 18 | 42  | 98 | -56 | 14 |
| 14 | SK Nusle             | 26 | 5  | 2 | 19 | 41  | 90 | -49 | 12 |

## Rekapitulace soutěže
| Československá Fotbalová liga 1943/44     |                             |
|                                           |                             |
| Ocenění                                   |                             |
| Vítěz                                     | AC Sparta Praha (10. titul) |
| Vítěz domácích pohárů                     |                             |
| Český pohár 1944                          | AC Sparta Praha             |
| Český pohár 1945                          | SK Slavia Praha             |
| Pohyb v soutěži                           |                             |
| Sestupující do divize                     | SK Olomouc ASO              |
|                                           | SK Plzeň                    |
|                                           | SK Nusle                    |
| Postupující do I. ligy                    | SK Rakovník                 |
|                                           | SK Čechie Karlín            |
|                                           | SK Prostějov                |
| Nejlepší střelec                          |                             |
| Josef Bican – (SK Slavia Praha) – 57 gólů |                             |

## Soupisky mužstev

### AC Sparta Praha
Karel Bláha (-/0/-),
Karel Horák (25/0/-) –
Jaroslav Burgr (-/0),
František Hájek (-/7),
Miloslav Jankovský (-/...),
Karel Kolský (-/3),
Josef Košťálek (-/0),
Ladislav Koubek (-/1),
Josef Ludl (-/17),
Karel Rohlíček (-/0),
Jan Říha (-/13),
Karel Senecký (-/9),
Rudolf Šmejkal (-/9),
Jaroslav Vejvoda (-/23),
Jiří Zástěra (-/0),
Josef Zeman (1/0),
Jiří Zmatlík (-/28) –
trenér Josef Kuchynka

### SK Slavia Praha
Alois Bureš (1/0/-),
Karel Finek (24/0/-),
Emil Kabíček (1/0/-) –
Josef Bican (26/57),
Antonín Bradáč (21/3),
Vratislav Fikejz (2/0),
František Hampejs (18/0),
... Heinek /-/0),
Ota Hemele (23/22),
Jindřich Holman (18/6),
Bedřich Jezbera (12/2),
Vlastimil Kopecký (24/20),
Vlastimil Luka (26/0),
Otakar Nožíř (1/0),
Karel Průcha (22/2),
Bohumil Říha (26/0),
Čestmír Vycpálek (6/3),
Rudolf Vytlačil (6/1),
Vladimír Zajíček (1/0),
Jiří Žďárský (19/13),
Miloslav Žižka (9/0) –
trenér Emil Seifert

### SK Baťa Zlín
František Jordák (20/0/2),
Josef Odstrčilík (6/0/1) –
Rudolf Bartonec (25/11),
Ludvík Dupal (26/1),
... Homolka (3/1),
Josef Humpál (26/21),
Stanislav Kocourek (26/0),
Jaroslav Kulich (2/0),
Karel Michlovský (22/14),
Miloslav Novák (26/0),
Josef Pařízek (1/0),
Josef Pastrňák (2/0),
Jaroslav Petule (4/0),
Gustav Prokop (1/2),
Jaroslav Res (6/0),
Jaroslav Riedl (16/0),
Jiří Sobotka (22/16),
Oldřich Šindelář (6/0),
Antonín Tichý (25/7),
Karel Zeissberger (20/5) –
trenér Otto Šimonek

### SK Viktoria Plzeň
Miloslav Beneš (-/0/-),
František Lacina (-/0/-) –
Václav Bartoš (-/0),
František Berka (-/0),
Jaroslav Bešťák (-/0),
Vladimír Bína (-/1),
Josef Fail (-/0),
Vladimír Hönig (-/24),
Rudolf Hyrman (-/17),
František Kubáň (-/0),
Karel Möstl (-/0),
Gustav Moravec (-/0),
Vladimír Perk (-/16),
Rudolf Sloup (-/4),
Zdeněk Sloup (-/0),
Václav Svoboda (-/0),
Josef Šnajdr (-/0),
Miloslav Štekl (-/3),
Josef Vokurka (-/0),
Václav Volek (-/0) –
trenér Jan Kuželík

### SK Viktoria Žižkov
Josef Tůma (-/0/-) –
Josef Čihák (-/-),
Antonín Filip (-/-),
Miroslav Frydrych (-/-),
Karel Hloušek (-/9),
Jiří Jouza (-/-),
Antonín Kračman (-/-),
Oldřich Menclík (-/-),
Alois Mourek (-/1),
František Pačes (8/0),
Josef Rambousek (1/0),
Josef Randák (-/0),
Jiří Rubáš (3/0),
Miloslav Šístek (4/1),
Jiří Špaček (1/0),
Václav Špindler (18/3),
Miroslav Vrátil (-/-),
Bohuslav Vyletal (-/-),
Oldřich Zajíček (-/-),
Miroslav Zuzánek (-/-) –
trenér Václav Benda

### SK Kladno
Jan Biskup (-/0/-),
Vladimír Leština (-/0/-) –
Václav Březina (-/1),
Vladimír Carvan (-/0),
Václav Kokštejn (-/4),
František Kusala (-/0),
Rudolf Lampl (-/0),
Karel Moravec (-/0),
Eduard Möstl (-/10),
Karel Podaný (-/2),
Miloslav Pospíšil (-/2),
František Rašplička (-/0),
Vojtěch Rašplička (-/2),
Antonín Rýgr (-/14),
Jan Seidl (-/8),
Karel Sklenička (-/0),
Václav Souček (-/0),
Václav Sršeň (-/8),
Josef Sýkora (9/0),
Karel Vosátka (-/0),
František Zika (-/0) –
trenér Josef Pleticha

### SK Slezská Ostrava
Emil Krischke (4/0/1),
Ferdinand Krysta (7/0/0),
Svatopluk Schäfer (15/0/2) –
Jan Blačinský (7/5),
Vladimír Bouzek (13/3),
Josef Cziepiel (2/0),
Jaroslav Červený (20/6),
Antonín Dostál (1/0),
Oldřich Foldyna (11/0),
Antonín Honál (5/0),
Oldřich Houra (1/0),
Jiří Křižák (25/18),
Bohumír Marynčák (26/0),
Stanislav Mohyla (15/4),
Jan Novák (11/5),
Adolf Pleva (26/0),
Alois Pszczolka (26/17),
Rudolf Pszczolka (9/0),
Karel Radimec (25/2),
Miroslav Šedivý (2/0),
Jaroslav Šimonek (9/1),
Josef Vnenk (20/0),
Adolf Žídek (6/0) –
trenér František Jurek

### SK Židenice
Jaroslav Dědič (5/0/1),
Karel Kopecký (21/0/2) –
Jan Daněky (6/6),
Josef Galáb (24/0),
Josef Hronek (15/2),
Bohumil Chocholouš (17/4),
Václav Kaiser (9/5),
Gustav Kalivoda (4/0),
Rudolf Krejčíř (12/7),
Karel Nepala (18/3),
Oldřich Novohradský (18/1),
Oldřich Rulc (5/0),
Jan Šimek (13/17),
František Štěpán (23/8),
Karel Trnka (8/1),
Eduard Vaněk (26/0),
Miroslav Vaněk (16/0),
Vladimír Vrzal (21/0),
František Zapletal (25/4) –
trenéři Josef Smolka a Josef Eremiáš

### SK Pardubice
Vladimír David (-/0/-),
František Vondrouš (-/0/-) –
Emil Anger (-/1),
Jaroslav Cejp (-/15),
... Daněk (-/0),
Oldřich Halama (-/0),
František Heřmánek (8/1),
Václav Kaiser (11/9),
Alois Kalivoda (-/5),
Josef Klus (-/0),
Josef Pešava (-/1),
Miroslav Potůček (3/0),
Karel Rulc (-/7),
Josef Skala (6/5),
Emanuel Slavíček (-/4),
... Svoboda (-/...),
Maxmilián Synek (-/0),
Oldřich Šámal (-/0),
Miroslav Štancl (-/5),
Josef Štégl (-/0),
Josef Šváb (-/...),
Josef Zeman (9/3),
Bohumil Zoubek I (24/2),
Josef Zoubek (6/2) –
trenér ...

### Bohemia AFK Vršovice
Emil Ludvík (25/0/-),
Jaroslav Matoušů (1/0/-) –
Emil Anger (10/0),
Josef Babulenka (3/0),
Otakar Češpiva (24/0),
František Havlíček (18/1),
Gustav Kalivoda (1/0),
Jan Kalous (23/1),
Václav Karban (3/0),
Ladislav Kareš (26/24),
Josef Kejř (14/6),
Antonín Lanhaus (14/0),
Jaroslav Liška (8/0),
Jan Melka (10/3),
Václav Mikeš (5/0),
František Mlejnský (9/5),
František Mošnička (5/0),
Jaroslav Panec (15/0),
Jiří Pešek (2/2),
Ferdinand Plánický (25/20),
Milan Röder (3/0),
Jiří Rubáš (16/5),
Oldřich Urban (25/0),
Josef Vedral (1/0) –
trenér Ladislav Ženíšek

### SK Polaban Nymburk
Josef Kračmar (5/0/1),
Vojtěch Věchet (21/0/4) –
Václav Blažejovský (24/4),
Karel Čáp (25/5),
Václav Čihák (7/2),
... Hudec (1/0),
Josef Ibl (7/0),
... Kočí (3/0),                                                                                                                                                                                         
Vladislav Kračmar (24/8),
Zdeněk Kukal (26/0),
Josef Kvapil (24/15),
Otakar Mukařovský (23/0),
Josef Pajkrt (24/14),
... Šetlík (2/0),
Karel Šimek (11/2),
Slavoj Tichý (24/0),
Bohumil Urban (3/1),
Josef Velíšek (8/3),
... Vilímovský (1/0),
Karel Vlnas (23/0) –
trenér Josef Čapek, Josef Bouška

### SK Olomouc ASO
Vladimír Doležal (22/0/4),
Vlastimil Ronc (4/0/1) –
František Bezděk (11/5),
František Dycka (5/0),
Jaroslav Fajfr (7/0),
Jiří Hanke (15/2),
Ludvík Hendrych (26/2),
Karel Kocík (7/0),
František Kolman (19/0),
Josef Krupka (18/0),
Josef Lang (8/0),
Otakar Nožíř (14/2),
Antonín Rieger (6/6),
Jaromír Slaný (16/4),
... Šenk (1/0),
Zdeněk Sova (2/0),
Ladislav Šimůnek (12/1),
Emil Šlapák (26/14),
Josef Šurych (13/1),
Rudolf Toman (18/7),
Bohumil Trubač (3/0),
Jan Vojtíšek (20/0),
Josef Zoubek (6/1),
František Žák (7/1) –
trenér ...

### SK Plzeň
Vlastimil Havlíček (-/0/-),
Karel Poláček (-/0/-),
Adolf Štojdl (-/0/-) –
Jaromír Bakule (-/0),
Milan Fencl (-/6),
Václav Fiala (-/0),
Antonín Hájek (-/5),
František Hájek (-/5),
... Hanzlík (-/0),
Josef Honomichl (-/0),
Josef Kraus (-/0),
... Kříž (-/0),
Ferdinand Maiss (-/...),
Miloš Mrvík (-/4),
... Palouček (-/1),
Josef Plechatý (-/6),
Alfréd Sezemský (-/1),
Karel Süss (-/4),
Rudolf Švácha (-/2),
Josef Tajčner (-/6),
Oldřich Urban (-/0),
Josef Vrba (-/0) –
trenér ...

### SK Nusle
... Polívka (-/0/-),
Bohumír Váchal (-/0/-) –
Václav Beran (-/3),
Vojtěch Bradáč (-/14),
Karel Černý (-/0),
Bedřich Dobřanský (-/1),
Josef Dub (-/...),
Josef Horák (-/0),
Antonín Chudomel (-/1),
Miloslav Jankovský (-/1),
Václav Jíra (-/0),
Josef Kubánek (-/0),
Jan Lukeš (-/0),
Josef Martínek (-/0),
Václav Mikeš (-/2),
Josef Paur (-/0),
Jiří Plíva (-/1),
Leopold Prokop (-/0),
Milan Röder (-/0),
Rudolf Supp (-/5),
Josef Šteidl (-/0),
Gustav Štěrba (-/0),
Rudolf Štuksa (-/2),
Oldřich Šťastný (-/...),
Jaroslav Štumpf (-/0),
Jaroslav Tauer (-/...),
Bedřich Vacek (-/3),
Oldřich Vohánka (-/5),
... Vondráček (-/...) –
trenéři Antonín Puč a Karel Meduna

## Mistrovství Slovenska
|    |                            | Z  | V  | R | P  | GV  | GO | TP  | B  |
| -- | -------------------------- | -- | -- | - | -- | --- | -- | --- | -- |
|    | ŠK Bratislava              | 22 | 18 | 2 | 2  | 121 | 34 | +87 | 38 |
| 2  | OAP Bratislava             | 22 | 14 | 3 | 5  | 57  | 26 | +31 | 31 |
| 3  | TŠS Trnava                 | 22 | 11 | 3 | 8  | 52  | 36 | +16 | 25 |
| 4  | AC Považská Bystrica       | 22 | 12 | 1 | 9  | 66  | 58 | +8  | 25 |
| 5  | ŠOHG Šimonovany            | 22 | 6  | 5 | 8  | 40  | 49 | -9  | 23 |
| 6  | ŠK Žilina                  | 22 | 10 | 2 | 10 | 49  | 49 | 0   | 22 |
| 7  | TTS Trenčín                | 22 | 7  | 7 | 8  | 43  | 42 | +1  | 21 |
| 8  | ŠK Slávia Prešov           | 22 | 9  | 3 | 10 | 53  | 55 | -2  | 21 |
| 9  | ŠK Ružomberok              | 22 | 9  | 3 | 10 | 43  | 58 | -15 | 21 |
| 10 | ZTK Zvolen                 | 22 | 8  | 3 | 11 | 40  | 71 | -31 | 19 |
| 11 | FC Vrútky                  | 22 | 4  | 4 | 14 | 42  | 81 | -39 | 12 |
| 12 | ŠK Turčiansky Svätý Martin | 22 | 1  | 4 | 17 | 19  | 66 | -47 | 6  |